# Herpestomus schwarzi
Herpestomus schwarzi är en stekelart som beskrevs av Diller 2005. Herpestomus schwarzi ingår i släktet Herpestomus och familjen brokparasitsteklar. Inga underarter finns listade i Catalogue of Life.